# Temecula
Temecula o Temécula es una ciudad del Condado de Riverside, en el estado de California (Estados Unidos). Según el censo de 2000 tenía una población de 57.716 habitantes, y en 2010 contaba con 105,029 habitantes. En la ciudad se ubica el Pechanga Resort & Casino, un casino amerindio.
La ciudad de Temecula limita con la ciudad de Murrieta al noreste, con la Reserva India Pechanga al sur y con áreas todavía no incorporadas al condado de Temecula en el resto de sus puntos cardinales. Se puede llegar a ella a través de la I-15 (Temecula Valley Freeway) y por la I-215, utilizando la ruta 79. 
Junto a su vecina Murrieta, Temecula forma la parte sudoccidental de la zona llamada "Inland Empire" y se encuentra ubicada en un punto equidistante de los condados de San Diego, Los Ángeles, y Orange. De hecho, muchos la consideran un suburbio de esta última. En Temecula viven también muchas familias de militares desde el cercano MCB Camp Pendleton, MCAS Miramar, March Air Reserve Base hasta las Bases de la Armada en San Diego.

## Historia
La zona estuvo habitada durante muchos siglos por los pueblos indígenas originales de Temecula, llamados "luiseños" por la misión "San Luis Rey de Francia", ya que luego del contacto con los misioneros españoles fueron drásticamente diezmados por diferentes enfermedades desconocidas por ellos (traídas por los conquistadores y evangelizadores) hacia finales del siglo XVIII.
El nombre de Temecula proviene de la palabra indígena temecunga que significa “lugar del sol”. También muchos españoles vivían en el área en la época de la exploración y durante la conquista y evangelización de los indígenas. Debido a la fuerte influencia española, hay muchas calles que todavía tienen nombres españoles.

## Demografía
| 64,574                     | 69,717 | 73,763 | 76,985 | 82,069 | 85,799 | 100,097 | 110,003 |
| (Fuente: [cita requerida]) |        |        |        |        |        |         |         |